# Créole (1829)
Pour les articles homonymes, voir créole (homonymie).
La Créole était une corvette de la Marine française.

## Historique
La Créole a participé à la guerre des Pâtisseries avec de Joinville comme commandant et plus particulièrement à la bataille de San Juan de Ulúa.
La Créole est débarquée à Negropont, en Grèce, le 20 janvier 1844 et est renflouée le 27 janvier de cette même année avec l'aide du HMS Vesuvius puis emmené vers Pirée ou elle coule.
De nos jours, un modèle est exposé au Musée national de la Marine à Paris.